# Dzhelilli
Dzhelilli är en ort i Azerbajdzjan.   Den ligger i distriktet Tovuz Rayonu, i den västra delen av landet, 400 km väster om huvudstaden Baku. Dzhelilli ligger 370 meter över havet och antalet invånare är 1 830.
Terrängen runt Dzhelilli är platt åt nordost, men åt sydväst är den kuperad. Runt Dzhelilli är det ganska tätbefolkat, med 78 invånare per kvadratkilometer.. Närmaste större samhälle är Tovuz, 5,5 km sydost om Dzhelilli.
Trakten runt Dzhelilli består till största delen av jordbruksmark.